# بخش ۹
بخش ۹ یا بخش نهم (انگلیسی: The Piece Of9) دوازدهمین آلبوم چندآهنگه از گروه پسرانۀ اهل کره جنوبی اس‌اف۹ است که در ۹ ژانویۀ ۲۰۲۳ توسط اف‌ان‌سی منتشر شد. این آلبوم از شش قطعه، از جمله «Puzzle» تشکیل شده است.

## موفقیت تجاری
آلبوم در جدول گائون کره و ژاپن به ترتیب در رتبه ۳ و ۳۶ قرار گرفت. همچنین فروش آن در کره ۱۰۸,۴۶۴ و در ژاپن ۱,۱۵۱ بود.